# 魏士哲
魏士哲（琉球語：／  ?；1653年3月14日—1738年3月5日）和名高嶺親方德明（琉球語：〔〕／ ），琉球國第二尚氏王朝醫學家，是琉球第一位進行全身麻醉手術的醫師，曾為尚益王修補兔唇。他本是首里人，父親為佐次武親雲上，母親為平敷屋親雲上應瑞麟之女應貞如（童名真牛），因外祖父應瑞麟無子，故從母姓應繼嗣。童名思五良，字德明，號希賢。

## 事蹟

### 精通漢語為譯官
魏士哲生於順治十年二月十五日辰時，幼年時就有語言天份，十歲時隨紫金大夫金正春前往福州，在當地滯留三年，學得一口流利漢語，回國後獲琉球王尚貞賜姓魏及唐名魏士哲，編入久米村籍補閩人三十六姓之缺，成為魏氏高嶺家的養子，入唐榮為總管。翌年五月為進貢事奉，十月擢升為筑登之座敷，十一月隨耳目官富茂昌（新田親雲上宗則）、正議大夫蔡國器（高良親雲上）赴閩。兩年後回國，升為琉球王府漢語通事（口譯官），康熙十九年又任進貢事奉，隨耳目官毛見龍（識名親雲上安依）、正議大夫梁邦翰（國吉親雲上）赴閩，三年後歸國 。兩年後的十一月為學國禮儀事，奉王命隨接貢都通事金元達（南風原親雲上）赴閩，康熙二十六年五月初十日歸國。

### 學習醫術與行醫
當時王世孫尚益（後來的尚益王）患有兔唇。清康熙二十七年（1688年），時為平敷屋通事親雲上的魏士哲隨毛起龍（福地親雲上盛命）、正議大夫蔡鐸（志多伯親雲上天將），以小唐船副通事身份出使至福州朝貢，在福州柔遠驛留宿時，他們一行人從康熙二十五年進貢使魏應伯（後改姓向，越來親雲上朝盛）和正議大夫曾益（後改名曾夔）口中得知，魏應伯手下水手豐氏與那嶺患有兔唇，經小舅子荀氏大嶺詮雄介紹下，被一位四處雲遊的醫師黃會友醫好，並且完全沒有疤痕，魏應伯、毛起龍、蔡鐸、曾益就提出讓魏士哲向他學習醫術，回國後醫治王世孫。魏士哲在福州潭尾街找到黃會友的住所，卻不見其人，有人告知醫師已經上船回鄉，魏士哲趕緊去追，終於在河中追到他。魏士哲把尚益之事告訴黃會友，表示想學修補兔唇的醫術去治療王世孫。黃會友被他的真誠感動，收他為入室弟子，把祖傳不傳外人的修補兔唇醫術日以繼夜傾囊相授，還送了一本祖傳的醫學秘籍給魏士哲魏士哲用二十日就完全學會了修補兔唇之術，魏士哲和毛起龍、蔡鐸、曾夔四人合共出五十餘兩金，送黃會友回家鄉上杭。
到翌年五月二十，使團回到琉球國，把此事稟告尚益之父、王世子尚純，尚純擔心中國與琉球地氣相異，影響藥性，命魏士哲先醫治大里間切島袋村一名男子和嶺江村一名女子來試藥，結果兩人都在接受治療後數日痊癒。但醫治世孫事關重大，尚純再命魏士哲醫治冶名加間親方的孫兒、見城間切平良村一名男子、以及中城御殿玉城安武志良禮之姪。三人都在數日之內痊癒。世子大悅，於是尚純就擇當年十一月二十為吉日，命魏士哲醫治尚益
，經過魏士哲修補兔唇的尚益，三日三夜就完全康復，沒有留下疤痕 。
第二年，尚益特召魏士哲等五人賜宴褒賞他們。魏士哲獲晉升為紫金大夫，並被任命為高嶺村地頭。

### 再任外交使節
雖然魏士哲治兔唇的醫術高明，但外交使節出身的他仍有繼續擔任外交事務。康熙二十九年，他再任進貢事奉，為都通事，隨耳目官溫允傑（森山親雲上紹基）、正議大夫金元達（南風原親雲上）赴閩，翌年六月初三回國途中遇上颶風，飄至大島地方，遲至六月二十三日才回到琉球。

### 傳授醫術
康熙二十九年，日本御奉行村尾源左衛門想看魏士哲如何修補兔唇，就召他去醫治御假屋大里間切上與那原村一名兔唇男子，該男子幾天就痊癒。村尾源左衛門見到魏士哲的醫術，十分讚嘆、欣賞，於是請他到日本薩摩藩，把補唇術傳授予藩醫伊佐敷道與，並贈予伊佐敷道與傳書一卷。六十歲時，魏士哲奉尚貞王命，向御醫豐氏元達、桑氏良心傳授補唇之術，從此補唇之術在琉球廣為流傳。魏氏後人為紀念和表揚他，就把以上事蹟記錄於《魏氏家譜》中。

### 晚年
乾隆二年（1737年）正月十六，魏士哲辭官告老，翌年正月十五日申時逝世，享年八十六歲，葬于雪崎墓。 

## 家庭
魏士哲娶施氏瀨名波親雲上興重之長女施全德（童名真三良）為妻，育有三子（魏鸞、魏鳳、魏鵬）五女（魏真玉、魏真牛、魏真龜、魏真滿金、魏真蒲戶）。其中三子魏鵬之妻是蔡鐸庶女蔡真慕達路。

## 後人研究及評價
據琉球史學家東恩納寬淳、金城清松之研究結果，推論出當時魏士哲的補唇術是以全身麻醉方式進行的。而弘前大学助教授松木明知也發表文章，指魏士哲使用全身麻醉方式進行手術比1804年日本本土紀州和歌山的醫師更早。魏士哲也因此被譽為琉球之名醫，在琉球併入日本後，也被現代日本人追認為日本全身麻醉的創始者。